# لوكريسيا دي ميديشي
لوكريسيا دي لورينزو دي ميديشي (4 أغسطس 1470—في الفترة بين 10 و 15 نوفمبر 1553) أكبر بنات لورينزو دي ميديشي وكلاريشي أورسيني وهي والدة ماريا سالفياتي وجوفاني سالفياتي الذي كان كاردينالاً من عام 1517 حتى وفاته. رُسمت (و هي رضيعة) على أنها يسوع الطفل في لوح سيدة الروعة لساندرو بوتيتشيلي.

## أبناءها
تزوجت في العاشر من سبتمبر سنة 1489 من ياكوبو سالفياتي.
و أنجنبت منه عشرة أبناء، بعضهم من الذين كانوا على جانب كبير من الأهمية بتاريخ عصر النهضة في أوروبا:
- الكاردينال جوفاني سالفياتي (فلورنسا، 1490 - رافينا، 1553)
- لورينزو سالفياتي (فلورنسا، 1492 - فيرارا، 1539)، عضو مجلس الشيوخ وراعي فنون
- سالفياتي بييرو، أرستوقراطي
- إلينا سالفياتي (فلورنسا، حوالي 1495 - جنوا، 1552)، تزوجت الماركيز بالافيتشينو بالافيتشينو، ثم زواج الثاني الأمير ياكوبو الخامس أبيانو
- باتيستا سالفياتي (1498 - 1524)
- ماريا سالفياتي (1499 - 1543)، تزوجت من جوفاني دالي باندي نيري. وحـّد هذا الزواج بين الفرع الرئيسي والفرع الشعبي من عائلة ميديشي. لذ نـُدي بابنها كوزيمو لحكم فلورنسا بعد وفاة الدوق أليساندرو دي ميديشي
- لويزا سالفياتي، هي متزوجة من سيجيسموندو دي لونا وبيرالتا
- فرانشيسكا سالفياتي، تزوجت أولا من بييرو غوالتيروتي، ثم أوتافيانو دي ميديشي في سنة 1533، وهي والدة البابا لاون الحادي عشر
- الكاردينال برناردو سالفياتي (فلورنسا، 1505/1508 -- روما، 1568)، فارس من فرسان القديس يوحنا؛ خدم لدى كاترين دي ميديشي في فرنسا.
- ألامانو (1510—1571)، أرستوقراطي

## أحفادها
من خلال ابنتها ماريا، تعد لوكريسيا سلفاً من عائلة ميديشي لملوك فرنسا وملوك إنجلترا. حفيدها كان كوزيمو الأول دي ميديشي أصبح دوق توسكانا الأكبر خلفه سنة 1574 ابنه فرانشيسكو الأول دي ميديشي، الذي كان لديه ابنتان تزوجتا من عائلات مهمة وغيرتا مجرى التاريخ.
ابنتا فرانشيسكو هما إليونورا دي ميديشي وماريا دي ميديشي. تزوجت إليونورا من فينشنسو غونزاغا وأنجبا فرانشيسكو الرابع غونزاغا، بذا من خلال إليونورا تكون لوكريسيا من جدات دوقات مانتوفا وأيضاً آل هابسبورغ لورين. أمـّا من خلال ماريا، فلوكريسيا هي جدة لملوك فرنسا، فقد تزوجت من هنري الرابع ملك فرنسا. وحفيدها هو لويس الرابع عشر. وحفيد لويس هو فيليب الخامس ملك إسبانيا، وكنتيجة مباشرة تكون سلفاً لخوان كارلوس الأول ملك إسبانيا الحالي.
و لماريا دي ميديشي ابنة أخرى تدعى هنريتا ماريا تزوجت من تشارلز الأول ملك إنجلترا. فكانا والدي تشارلز الثاني وجيمس الثاني ملكي إنجلترا. جيمس الثاني هو والد ماري الثانية ملكة إنكلترا وآن ملكة بريطانيا العظمى وجيمس فرانسيس إدوارد ستيوارت «المدعي العجوز». بينما تشارلز الثاني هو سلف لديانا أميرة ويلز وسارة دوقة يورك، كان لدى «المدعي العجوز» إبنان هما هنري بنديكت ستيوارت وتشارلز إدوارد ستيوارت «المدعي الشاب». هنري بنديكت كان كاردينالاً ومات دون أبناء، في حين أن «المدعي الشاب» كان له ابنة غير شرعية هي شارلوت دوقة ألباني.
كما كان لهنريتا ماريا ابنة أخرى، هي هنريتا آن ستيوارت تزوجت من فيليب الأول دوق أورليان ولديهم ذرية، فوصلت سلالتها  إلى فرانس دوق بافاريا الوريث العام الحالي لآل ستيوارت ويجسد المطالبة اليعقوبية المستمرة بعروش إنجلترا واسكتلندا وإيرلندا وفرنسا.

## حياتها فيما بعد
كانت الجدة لوكريسيا الكبرى الفخر لأحفادها من ابنتها ماريا التي اعتنت بهم جميعاً، لكن لوكريسيا لم تذهب أبداً لزيارتهم وماريا التي ماتت مأساوياً سنة 1543 عن عمر 44 عاماً. فـُجعت لوكريسيا كثيراً لفقدان ابنتها ولحقتها هي نفسها بعد عشر سنوات. تاريخ وفاة لوكريسيا غير معروف بالضبط ولكن من المعروف أنها توفيت بين العاشر والخامس عشر من نوفمبر سنة 1553.
كانت تبلغ الثالثة والثمانين من العمر وقت وفاتها، فكانت امرأة متقدمة جداً بالعمر بمقاييس القرن السادس عشر، وقد مات ثلاثة من أحفادها وهي حية.